# Gymnasium der Technischen Universität Kaunas
Das Gymnasium der Technischen Universität Kaunas (litauisch Viešoji įstaiga Kauno technologijos universiteto gimnazija) ist als Gymnasium eine staatliche Schule der allgemeinen Bildung in Litauens zweitgrößter Stadt Kaunas, im Stadtteil Gričiupis. Es gibt 38 Mitarbeiter (Lehrer) und 273 Schüler. Es gibt Aufnahmeprüfungen im Fach Mathematik.

## Geschichte
1989 wurde die Experimentelle Mittelschule des Polytechnischen Instituts Kaunas gegründet. Damals gab es drei Klassen. Die Schule befand sich in den Räumen (in der 3. Etage) der Baufakultät des Polytechnischen Instituts. 1992 absolvierten die ersten Abiturienten ihre Abschlussprüfungen und die Schule wurde zum Experimentalen Gymnasium. 1997 bekam das Gymnasium ein neues Gebäude.

## Lehrer
- Ramūnas Skaudžius (* 1985), Chemiker und Politiker, Vizeminister der Bildung und Wissenschaft
- Kristijonas Bartoševičius (* 1987), Politiker, Mitglied im Seimas

## Direktor
- Ab 1990: Bronislovas Burgis
- Ab 2015: Tomas Kivaras

## Berühmte Schüler
- Audrius Alkauskas (* 1978), Physiker, Professor
- Giedrius Alkauskas (* 1978), Mathematiker und Komponist
- Kęstutis Česnavičius, Mathematiker
- Arūnas Gražulis (* 1979), Politiker, Vizeminister des Innens
- Giedrimas Jeglinskas (* 1979), Politiker, Vizeminister der Verteidigung
- Gintarė Krušnienė (geb. Jonušauskaitė; * 1984), Politikerin, Vizeministerin für Umwelt
- Nerijus Mačiulis (* 1979), Chefökonom der AB Swedbank, Studien-Dekan der ISM-Universität
- Tomas Vytautas Raskevičius (* 1989), liberaler Politiker, seit 2020 Mitglied im Seimas
- Salomėja Zaksaitė (* 1985), Schachspielerin (WIM), Strafrechtlerin und Kriminologin